# Tianyuan 1
Tianyuan 1 (chinesisch 田园洞人, Pinyin Tiányuán Dòng Rén, englisch Tianyuan man) ist die wissenschaftliche Bezeichnung eines rund 40.000 Jahre alten Fossils des anatomisch modernen Menschen (Homo sapiens), das zwischen 2001 und 2003 in der Tianyuan-Höhle in Zhoukoudian, einem Stadtunterbezirk von Peking, Volksrepublik China, entdeckt wurde. Die europäischen Funde anatomisch moderner Menschen aus dieser Epoche werden als Cro-Magnon-Menschen bezeichnet.

## Der Fund
Die Tianyuan-Höhle war im Juni 2001 von Arbeitern der Tianyuan Tree Farm (auch Tianyuan Forest Farm genannt) entdeckt worden, die in ihr zahlreiche fossile Knochen fanden. Neben den Überresten von mehreren Dutzende Säugetier-Arten – darunter besonders häufig Knochen von Rothirschen, Sikahirschen und Sibirischen Moschustieren – wurden auch 34 Knochenfragmente des anatomisch modernen Menschen (Homo sapiens) gefunden, die auf ein Alter von 42.000 bis 39.000 Jahren vor heute (cal BP) datiert wurden. Zu den vermutlich von einer einzigen Person stammenden Funden gehörten u. a. die rechte Hälfte des Unterkiefers, beide Schulterblätter, Oberarmknochen, Oberschenkelknochen und Schienbeine, eine Elle sowie mehrere Finger- und Fußknochen. Die Mehrzahl dieser Knochenfunde war bereits von den Farmarbeitern geborgen worden, bevor die wissenschaftlichen Grabungen durch das Institut für Wirbeltierpaläontologie und Paläoanthropologie der Chinesischen Akademie der Wissenschaften begonnen hatten. Die Forscher schlossen jedoch aus den Angaben der Arbeiter, dass alle Knochen aus jenem Bereich der Höhle stammen, in dem 2003 bei den wissenschaftlichen Grabungen noch ein Backenzahn sowie sieben Fuß- und Fingerknochen ausgegraben wurden.
Das Fossil Tianyuan 1 gehört zu den ältesten, anhand der Radiokohlenstoffdatierung direkt altersbestimmten Funden des Homo sapiens im östlichen Eurasien; es gilt zugleich als das älteste, verlässlich datierte Fossil des Homo sapiens aus Ostasien. Seine Knochen weisen den Angaben der chinesischen Wissenschaftler zufolge sowohl „moderne“ als auch noch einige „alte“ Merkmale des Menschen auf; das Geschlecht konnte nicht aufgeklärt werden.
Aus der Beschaffenheit der Fuß-Knochen leitete der US-amerikanischen Paläoanthropologen Erik Trinkaus 2008 Hinweise dafür ab, dass die Person möglicherweise bereits Schuhwerk getragen haben könnte.

## Analyse der DNA
Einem Forscherteam um Fu Qiaomei von der Chinesischen Akademie der Wissenschaften und Svante Pääbo vom Max-Planck-Institut für evolutionäre Anthropologie in Leipzig gelang es im Jahr 2012, das Erbgut des Fossils zu sequenzieren. Gewonnen wurde DNA aus dem linken Oberschenkelknochen (Archivnummer TY 1301) und dem rechten Schienbein (TY 1305), und zwar sowohl die mitochondriale DNA als auch DNA aus dem Zellkern. Datengrundlage aus dem Zellkern war die gesamte nicht-repetitive DNA des Chromosoms 21 (rund 30 Mbp) sowie mehr als 3000 Polymorphismen aus anderen Chromosomen. Ein Teil der Arbeiten wurde in einem Labor durchgeführt, das die Max-Planck-Gesellschaft zusammen mit der Chinesischen Akademie der Wissenschaften in Peking betreibt.
Die Befunde der DNA-Sequenzierung wurden dahingehend interpretiert, dass es sich bei dem Fossil zweifelsfrei um die Überreste eines anatomisch modernen Menschen handelt. Die Person gehörte ferner einer Population an, zu deren Nachkommen viele heute lebende Asiaten und amerikanische Ureinwohner gehören. Bestätigt wurden zudem genetische Befunde zur Ausbreitung des Menschen, aus denen abgeleitet worden war, dass sich die Abstammungslinie der vorzeitlichen asiatischen Population bereits von jener der Vorfahren heute lebender Europäer getrennt hatte. Für die von den chinesischen Forschern wahrgenommenen „alten“ Merkmale der Knochen fanden sich hingegen im Genom keine Belege: Das Erbgut enthält keinen größeren Anteil an Neandertaler- oder Denisova-DNA als bei heute in der Region lebenden Menschen.

## Analyse der Nahrungsmittel
Mit Hilfe von Isotopenuntersuchungen gelang es 2009 einem chinesischen Forscherteam, Anhaltspunkte für die Ernährungsgewohnheiten zu  Lebzeiten jener Person zu gewinnen, deren Überreste als Tianyuan 1-Fossil bezeichnet werden. So hat Stickstoff (N) zwei stabile Isotope (15N und 14N ), deren Häufigkeit im Protein beispielsweise Rückschlüsse auf die Häufigkeit des Fleischkonsums zulässt. Auch der Vergleich von Stickstoff- und Schwefelisotopen (34S und 32S ) lässt Rückschlüsse auf die Zusammensetzung der Nahrung zu, ferner die Betrachtung von Kohlenstoff-Isotopen. Die Forscher verglichen die Isotopen-Zusammensetzung des Kollagens aus dem rechten Oberarmknochen des Tianyuan 1-Fossils mit jener von reinen Pflanzenfresser-Fossilien aus der gleichen Höhle und leiteten aus diesen Analysen ab, dass tierisches Eiweiß ein Hauptbestandteil der Nahrung von Tianyuan 1 war. Aus den hohen Stickstoffisotopen-Werten wurde ferner geschlossen, dass dieser Mensch regelmäßig Süßwasserfische verspeiste.
Die Forscher bezeichneten ihre Befunde als den bislang frühesten direkten Nachweis dafür, dass Homo sapiens schon in jener Epoche – vor rund 40.000 Jahren, am Beginn der Ausbreitung des Menschen in Ostasien – Nahrung aus dem Süßwasser gewonnen hat. Dabei heben die Forscher weniger diesen Umstand als solchen hervor, sondern die Tatsache, dass Fisch offenbar ganzjährig und so reichlich verzehrt wurde, dass sich sein Konsum in der Isotopen-Zusammensetzung des Kollagens der Knochen niederschlagen konnte.

## Belege
1. ↑   Haowen Tong et al.: A preliminary report on the newly found Tianyuan Cave, a Late Pleistocene human fossil site near Zhoukoudian. In: Chinese Science Bulletin. Band 49, Nr. 8, 2004, S. 853–857, doi:10.1007/BF02889760.
2. ↑   Hong Shang et al.: An early modern human from Tianyuan Cave, Zhoukoudian, China. In: PNAS. Band 104, Nr. 16, 2007, S. 6573–6578, doi:10.1073/pnas.0702169104.
3. ↑  wörtlich: „the first east Asien well dated modern human associated skeleton >30 ka  14C BP“. Hong Shang et al.: An early modern human from Tianyuan Cave…, S. 6577.
4. ↑  Erik Trinkaus, Hong Shang: Anatomical evidence for the antiquity of human footwear: Tianyuan and Sunghir. In: Journal of Archaeological Science. Band 35, Nr. 7, 2008, S. 1928–1933, doi:10.1016/j.jas.2007.12.002.
5. ↑  Qiaomei Fu et al.: DNA analysis of an early modern human from Tianyuan Cave, China. In: PNAS. Band 110, Nr. 6, 2013, doi:10.1073/pnas.1221359110.
6. ↑  Ein Verwandter aus der Tianyuan-Höhle. Auf: idw-online.de vom 22. Januar 2013.
7. ↑   Yaowu Hu et al.: Stable isotope dietary analysis of the Tianyuan 1 early modern human. In: PNAS. Band 106, Nr. 27, 2009, S. 10971–10974, doi:10.1073/pnas.0904826106.